# 최춘명
최춘명(崔椿命: 미상~1250년 9월 8일(음력 8월 11일))은 고려 고종 때 침입한 몽골군에 맞서 싸운 고려의 무인이다. 본관은 해주로 최충의 후손이자 최념(崔恬)의 아버지다. 박전지(朴全之)는 그의 손녀사위다.

## 생애
1231년(고종 18) 제1차 고려-몽골 전쟁 당시 자주성의 부사로써 성을 포위한 몽골군에 맞서 항전했다. 자주성이 거세게 저항하자 몽골군은 자주성을 포기한 채 남하하기 시작했는데, 이때 몽골군을 기습하여 큰 전과를 올렸다. 큰 피해를 입고 잠시 물러났던 몽골군이 다시 자주성을 공격했지만 강력한 저항에 막혀 성을 함락시키지 못했다. 같은 해 12월, 살리타이가 이끄는 군대가 개경을 포위하자 고려 조정은 몽골군에게 항복하고 송국첨을 보내 최춘명에게도 항복할 것을 권유했으나 최춘명은 이를 받아들이지 않았다.
최춘명이 계속 항복을 거부하자 살리타이는 항복 사절로 온 회안공 왕정에게 최춘명의 항복을 독촉하도록 했다. 왕정은 대집성을 사신으로 보내 최춘명의 항복을 권고했다. 하지만 최춘명은 화살을 쏘아 대집성을 내쫓고 항복 권유를 거부했다. 결국 몽골군은 최춘명과 자주성의 항복을 받지 못한 채 1232년(고종 19년)에 몽골로 돌아갔다.
몽골군이 돌아간 뒤 최고권력자인 최우와 그의 장인인 대집성은 몽골군의 명령을 거부했다는 빌미로 최춘명을 처형하려고 했다. 하지만 몽골 관리의 만류로 목숨을 건질 수 있었다. 그 뒤 추밀원부사로 발탁되었다. 1250년(고종 37)에 죽었다.

## 가족 관계
- 아버지: 최혁(崔奕) -  판예빈성사(判禮賓省事)·지어사대사(知御史臺事) 등을 지냄[3]
  - 본인: 최춘명(崔椿命) - 추밀원부사까지 이름[2]
    - 아들: 최념(崔恬) - 동궁시독학사(東宮侍讀學士)·지제고(知制誥)에 이름[3]
    - 며느리:  당성군부인(唐城郡夫人) 홍씨(洪氏) - 지추밀원사 홍진(洪縉)의 딸[3]
      - 손녀: 변한국대부인(卞韓國大夫人) 최씨(崔氏)[3]
      - 손녀사위:  박전지(朴全之) - 연흥군(延興君)[3]

## 관련 작품

### 드라마
- 《무신》(MBC, 2012년~2012년, 배우:임종윤)

## 전기 자료
- 《고려사》 권103, 〈열전〉16, 최춘명

## 관련 논문
- 강재광, 〈대몽전쟁기(對蒙戰爭期) 1231년 자주성전투(慈州城戰鬪)의 성격과 자주부사(慈州副使) 최춘명(崔椿命)의 활약〉, 《한국사 연구》 186, 2019년

## 같이 보기
- 고려-몽골 전쟁